# Мари Макреј
Мари Макреј (енгл. Marie McCray; Индијанаполис, 21. мај 1985) америчка је порнографска глумица и модел.

## Каријера
Мари Макреј је рођена у граду Индијанаполис, држава Индијана. Дебитовала је као глумица у индустрији порнографије 2007. године када је имала 22 године. Претходно је радила као стриптизета и модел.
Прву улогу је остварила у филму Angel Face, где је играла главну улогу младе девојке која оставља свој мали град и следи свој „Холивудски сан“. За тај филм, била је номинована од стране АВН за најбољу глумицу. Појавила се у бројним часописима за мушкарце, као што је Хаслер где је била на дуплерици.
Године 2010, часопис Комплекс је сврстао на тридесетдевето место листе „50 најврелијих црвенокосих жена свих времена“.
До 2013. године снимила је око 180 филмова за одрасле.

## Награде и номинације
- 2008 CAVR награда номинација – Старлета године[8]
- 2009 АВН награда номинација – Најбоља глумица године – Angel Face[9]
- 2011 АВН награда номинација – Најнечувенија сцена секса – Rocco's Bitch Party 2[2]
- 2012 АВН награда номинација – Најбоља сцена групног секса - Orgy: The XXX Championship[10]
- 2013 XBIZ награда номинација – Најбоља глумица – Revenge of the Petites[11]
- 2013 АВН награда номинација – Најбоља сцена секса соло – Revenge of the Petites[12]
- 2014 XBIZ награда номинација – Најбоља глумица - Couples Themed Release - Truth Be Told[13]

## Изабрана филмографија
- 2013 : Lesbian House Hunters 8
- 2013 : Lick My License
- 2012 : Dani Daniels Fantasy Girls
- 2012 : Cheer Squad Sleepovers 3
- 2011 : Celeste Star's The Teen Hunter
- 2011 : Orgy : The XXX championship
- 2010 : ATK Scary Hairy 10
- 2010 : Snap
- 2009 : The Violation of Kylie Ireland
- 2009 : Mother-Daughter Exchange Club 6
- 2008 : Mother-Daughter Exchange Club 1
- 2008 : Double Krossed
- 2007 : Handjobs Across America 24